# Rimae Bürg
Rimae Bürg – grupa rowów  na powierzchni Księżyca o średnicy około 147 km. Znajduje się na obszarze Lacus Mortis na współrzędnych selenograficznych ☾ 44,5°N 23,8°E/44,500000 23,800000. Nazwa tego systemu kanałów została nadana w 1964 roku przez Międzynarodową Unię Astronomiczną i pochodzi od pobliskiego krateru Bürg. 